# Tamer Tuna
Tamer Tuna (* 1. Juli 1976 in Hanak, Provinz Ardahan) ist ein ehemaliger türkischer Fußballspieler und jetziger Fußballtrainer.

## Spielerkarriere

### Vereinskarriere
Tamer Tuna kam aus der Jugend von Galatasaray Istanbul. In der Saison 1994/95 wurde er in die 1. Mannschaft berufen und wurde an Petrolofisi verliehen. Nach dieser Saison wechselte er zu Denizlispor. Nach zwei Jahren ging er zu Çanakkale Dardanelspor. Es folgten Wechsel zu Trabzonspor und Beşiktaş Istanbul. Mit Beşiktaş Istanbul wurde er in der Saison 2002/03 türkischer Meister.
Nach diesem Erfolg spielte Tamer Tuna für Bursaspor, Samsunspor, Etimesgut Şekerspor, Gaziantepspor und İstanbulspor.
Zuletzt spielte er von Januar 2009 bis Oktober 2010 wieder für Çanakkale Dardanelspor und beendete anschließend seine aktuelle Spielerlaufbahn.

### Nationalmannschaftskarriere
Tamer Tuna spielte einmal für die Türkei, dies war am 15. November 2000 gegen Frankreich.

## Trainerkarriere
Nach Beendigung seiner aktuellen Spielerlaufbahn wurde er bei Çanakkale Dardanelspor erst Jugendtrainer und ab Sommer 2011 Mannschaftstrainer. Diesen Verein führte er in der Viertligasaison 2012/13 zum Playoffsieg der Saison und dadurch zum Aufstieg in die TFF 1. Lig. Im Oktober 2013 legte Tuna sein Traineramt nieder.
Im November 2013 wurde er bei seinem früheren Klub Gaziantepspor als Co-Trainer vorgestellt und wird seinen ehemaligen Mitspieler Sergen Yalçın assistieren.

## Erfolge

### Als Spieler
- Türkischer Meister: 2003

### Als Trainer
Mit Dardanelspor
- Playoffsieger der TFF 3. Lig und Aufstieg in die TFF 2. Lig: 2012/13